# Rudbeckia scabrifolia
Rudbeckia scabrifolia là một loài thực vật có hoa trong họ Cúc. Loài này được L.E.Br. miêu tả khoa học đầu tiên năm 1986.